# HD73063
HD73063 — хімічно пекулярна зоря спектрального класу
B9 й має видиму зоряну величину в смузі V приблизно 10,1.

## Пекулярний хімічний склад
Зоряна атмосфера HD73063 має підвищений вміст 
Eu
.